# David Paetkau
David E. Paetkau (10 de noviembre de 1978) es un actor canadiense, conocido por sus papeles de Evan Lewis en Destino final 2 (2003), Ira Glatt en Goon (2011) y Sam Braddock en la serie de CTV, Flashpoint (2008–2012).

## Vida personal
Paetkau es uno de cinco hijos. Como nativo de Vancouver, es aficionado del equipo de hockey local, los Vancouver Canucks.
Está casado con Evangeline Duy.
David tiene una hijastra, Zya (hija de Evangeline); una hija, Lauren (diciembre de 2010); y un hijo Oskar (agosto de 2013).
Se graduó en Psicología en la Universidad de Concordia en Montreal.

## Filmografía
| Año  | Título                                          | Papel           | Notas        |
| ---- | ----------------------------------------------- | --------------- | ------------ |
| 1998 | Disturbing Behavior                             | Tom Cox         |              |
| 2000 | Snow Day                                        | Chuck Wheeler   |              |
| 2001 | Candy from Strangers                            | David           | Cortometraje |
| 2002 | Slap Shot 2: Breaking the Ice                   | Gordie Miller   | Video        |
| 2002 | Bang Bang You're Dead                           | Brad Lynch      |              |
| 2003 | Destino final 2                                 | Evan Lewis      |              |
| 2006 | Becoming Bardo                                  | Bardo           | Cortometraje |
| 2006 | I'll Always Know What You Did Last Summer       | Colby Patterson | Video        |
| 2007 | Aliens vs. Predator: Requiem                    | Dale Collins    |              |
| 2008 | For Heaven's Sake                               | David de joven  |              |
| 2011 | Goon                                            | Ira Glatt       |              |
| 2013 | El hombre de acero                              | Threat Analyst  |              |
| 2014 | The Colossal Failure of the Modern Relationship | James           |              |
| 2016 | Goon: Last of the Enforcers                     | Ira Glatt       |              |
| 2017 | The Space Between                               | Marcus          |              |

| Año     | Título                                         | Papel                | Notas                                                        |
| ------- | ---------------------------------------------- | -------------------- | ------------------------------------------------------------ |
| 1998    | Crow: Stairway to Heaven                       | Kyle Barber          | Episodio: "Como si fuera 1999"                               |
| 1998    | Perfect Little Angels                          | Jeff                 | Película de Televisión                                       |
| 1999    | First Wave                                     | Elias                | Episodio: "Playland"                                         |
| 2000    | So Weird                                       | Brent                | Episodio: "Vampiro"                                          |
| 2000–01 | Just Deal                                      | Hunter               | 11 episodios                                                 |
| 2001    | Smallville                                     | Trevor Chapell       | Episodio: "Hothead"                                          |
| 2002    | Taken                                          | Buzz                 | Episodio: "Acid Tests"                                       |
| 2003    | Stargate SG-1                                  | Lyle Pender          | Episodio: "Forsaken"                                         |
| 2003    | National Lampoon's Thanksgiving Family Reunion | Jimmy Hodges         | Película de televisión                                       |
| 2004    | Cold Squad                                     | Barry                | Episodio: "Teen Angel"                                       |
| 2004–05 | LAX                                            | Nick                 | 11 episodios                                                 |
| 2005    | CSI: Miami                                     | Jeff McGill          | Episodio: "Nothing to Lose"                                  |
| 2006    | Eureka                                         | Callister Raynes     | Episodio: "Right as Raynes"                                  |
| 2006    | Justice                                        | Jeremy Pierce        | Episodio: "Wrongful Death"                                   |
| 2006–07 | Whistler                                       | Beck McKaye          | 26 episodios                                                 |
| 2008–12 | Flashpoint                                     | Sam Braddock         | 75 episodios                                                 |
| 2009    | Smallville                                     | Officer Danny Turpin | Episodio: "Bulletproof"                                      |
| 2010    | Supernatural                                   | Mark Campbell        | Episodio: "Exile on Main St." Episodio: "Two and a Half Men" |
| 2010    | Dexter                                         | Owen                 | Episodio: "Take It!"                                         |
| 2015    | Mentes criminales                              | Ryan Becker          | Episodio: "'Til Death Do Us Part"                            |
| 2018    | Colony                                         | Adam Ford            | 4 episodios                                                  |

### Videojuegos
| Año  | Título      | Papel           | Notas |
| ---- | ----------- | --------------- | ----- |
| 2012 | Max Payne 3 | Población local |       |